# Leandra truncata
Leandra truncata är en tvåhjärtbladig växtart som beskrevs av José Fernando Andrade Baumgratz och D'el Rei Souza. Leandra truncata ingår i släktet Leandra och familjen Melastomataceae. Inga underarter finns listade i Catalogue of Life.